# Bandar Masilam (plaats)
Bandar Masilam is een bestuurslaag in het regentschap Simalungun van de provincie Noord-Sumatra, Indonesië. Bandar Masilam telt 2679 inwoners (volkstelling 2010).